# Hamburg Blue Devilyns
Die Hamburg Blue Devilyns sind ein American-Football-Damenteam aus Hamburg. Die Devilyns wurden 2007 gegründet und sind Teil der Hamburg Blue Devils. 

## Geschichte

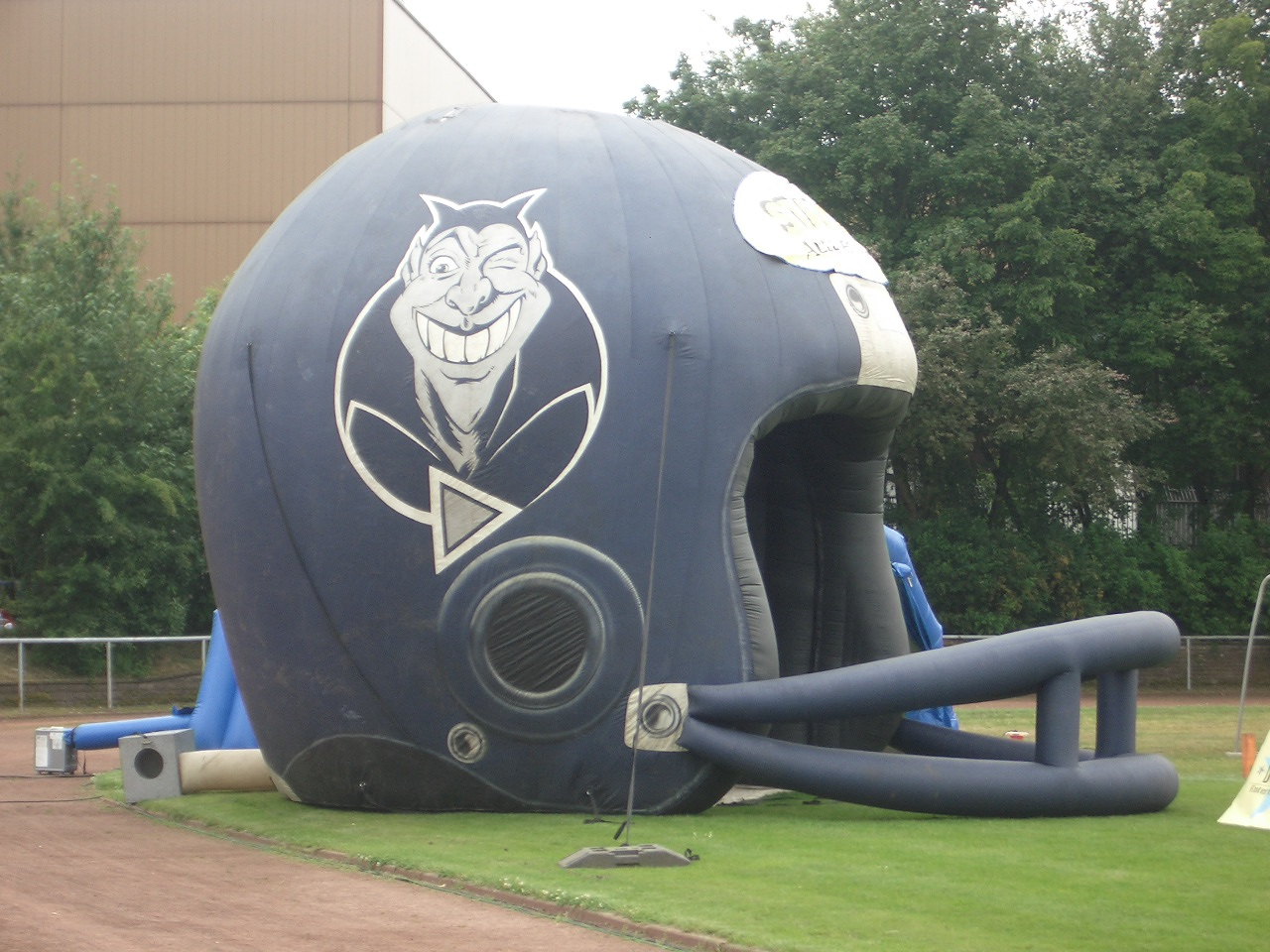

2007 wechseln die Spielerinnen der Hamburg Maniacs zu den Hamburg Blue Devils und stellen seitdem die Damen-Tacklemannschaft. In ihrer ersten Saison konnten die Devilyns das Halbfinale der Damenbundesliga erreichen und verloren dort gegen die Nürnberg Hurricanes. Nachdem die Hamburger an der Saison 2008 aufgrund von Spielermangel nicht teilnehmen konnten, nahmen sie 2009 den Spielbetrieb in der neu gegründeten 2. Damenbundesliga auf. Diese Liga ermöglicht den Teams den Wiedereinstieg in den aktiven Ligabetrieb im Modus 9 gegen 9, das heißt, es stehen nur neun Spieler pro Mannschaft auf dem Feld, im Gegensatz zum 11er-Football in der ersten Bundesliga.
2012/13 starteten die Blue Devilyns eine Werbeoffensive, mit welcher viele neue Spielerinnen gewonnen wurden. Sie trainierten 2013 in einem weiteren spielfreien Jahr und wuchsen zu einem Team zusammen. 2014 kehrten sie in die 2. Damenbundesliga zurück. In der Saison 2018 gelang erstmals das Gruppensieg für die Devilyns und trotz verpasstem Finale der Aufstieg in die 1. Damenbundesliga (Gruppe Nord).
In den Jahren 2020 und 2021 fiel aufgrund der Corona-Pandemie der Ligabetrieb aus, sodass erst 2022 die zweite Saison in der 1. Liga für die Devilyns stattfinden sollte. Wie viele andere Teams waren sie allerdings weiterhin durch Pandemie gebeutelt, weshalb nach nur zwei Spieltagen in der Saison 2022 der Rückzug vom Spielbetrieb wegen zu geringer Kaderdichte erfolgte.

## Erfolge der Hamburg Blue Devilyns
- 2007 Einzug ins Halbfinale der Play-offs (gegen Nürnberg Hurricanes).
- 2016 Einzug ins Halbfinale der Play-offs (gegen Mühlheim Shamrocks)